# Forest (Henegouwen)
Forest is een dorp in de Belgische provincie Henegouwen, en een deelgemeente van de Waalse gemeente Frasnes-lez-Anvaing. Het wordt ook wel Forest-lez-Frasnes genoemd.
Forest was een zelfstandige gemeente, tot die bij de gemeentelijke herindeling van 1977 toegevoegd werd aan de gemeente Frasnes-lez-Anvaing.

## Bezienswaardigheden
- De Sint-Amanduskerk (Église Saint-Amand) is een classicistisch kerkgebouw van 1759. De meeste kunstwerken in het interieur zijn 18e-eeuws, enkele zijn 17e-eeuws.
- Het Kasteel van Forest van einde 18e eeuw.

## Natuur en landschap
Nabij Forest stroomt de Petite Rhosnes. De hoogte aan de kerk bedraagt 54 meter. De hoogte van de omgeving bedraagt 31-64 meter.

## Demografische ontwikkeling
- Bronnen:NIS, Opm:1831 tot en met 1970=volkstellingen, 1976= inwoneraantal op 31 december

## Nabijgelegen kernen
Anvaing, Montrœul-au-Bois, Popuelles, Cordes